# Prunus padus subsp. padus
Prunus padus subsp. padus é uma subespécie de planta com flor pertencente à família Rosaceae. 
A autoridade científica da subespécie é L., tendo sido publicada em Sp. Pl. 1: 473 (1753).
Os seus nomes comuns são azereiro-dos-danados ou pado.

## Portugal
Trata-se de uma subespécie presente no território português, nomeadamente em Portugal Continental.
Em termos de naturalidade é nativa da região atrás indicada.

## Protecção
Não se encontra protegida por legislação portuguesa ou da Comunidade Europeia.